# Calgary Crowfoot
Circonscription électorale fédérale du Canada
Calgary Crowfoot est une circonscription électorale fédérale canadienne de l'Alberta. Elle est située au nord-ouest de la ville de Calgary. Elle est créée lors du redécoupage électoral de 2012 sous le nom de Calgary Rocky Ridge et prend son nom actuel en 2025 à la suite du redécoupage électoral de 2022.
Les circonscriptions limitrophes sont
- au nord et au nord-ouest : Airdrie—Cochrane
- au nord-est : Calgary Skyview
- à l'est : Calgary Nose Hill
- au sud-est : Calgary Confederation
- au sud : et Calgary Signal Hill.

Au redécoupage de la carte électorale de 2022, elle perd les quartiers Evanston, Kincora et Sage Hill (à l'est du chemin Symons Valley) au profit de Calgary Skyview et Calgary Nose Hill.   

## Députés
| Législature                                                     | Années        | Député    | Parti | Parti        |
| --------------------------------------------------------------- | ------------- | --------- | ----- | ------------ |
| Calgary Rocky Ridge issue de Calgary—Nose Hill et Calgary-Ouest |               |           |       |              |
| 42e                                                             | 2015–2019     | Pat Kelly |       | Conservateur |
| 43e                                                             | 2019–2021     | Pat Kelly |       | Conservateur |
| 44e                                                             | 2021–en cours | Pat Kelly |       | Conservateur |
| Calgary Crowfoot                                                |               |           |       |              |